# 橫斑鈍頭蛇
橫斑鈍頭蛇（學名：Pareas macularius）是蛇亞目新蛇科鈍頭蛇屬下的一個蛇種，主要分布於印度、孟加拉國、緬甸、泰國、寮國、越南、馬來西亞西北部與及中國南部（包括雲南省、廣西省及廣東省）。
主要生活于山区。其生存的海拔范围为920至1620米。该物种的模式产地在缅甸。

## 保护
本种于2023年被收录入《有重要生态、科学、社会价值的陆生野生动物名录》。

## 備註
1. 1 2  中国科学院动物研究所. . 《中国动物物种编目数据库》. 中国科学院微生物研究所.   [2009-04-11]. （原始内容存档于2016-03-05）.
2. ↑  . 中华人民共和国中央人民政府. 2023-06-26  [2023-11-12]. （原始内容存档于2023-10-09）.

- Theobald, WILLIAM 1868 Catalogue of the reptiles of British Birna, embracing the provinces of Pegu, Martaban, and Tenasserim; with descriptions of new or little-known species. Jour. Linnean Soc., London, Zool., 10: 4-67.